# 遥天翼
遥 天翼（よう てんよく、1988年〈昭和63年〉10月6日 - ）は、日本の元プロバスケットボール選手。中華人民共和国湖北省武漢市生まれ、福岡県福岡市出身。ポジションはフォワード。B.LEAGUE・熊本ヴォルターズ所属。
日本国籍を取得しており、帰化前の名前はは姚 天翼（読み同じ）。

## 来歴
武漢市で生まれ、4歳の時に福岡県に移住。父親は元中国ナショナルチームのキャプテン。
本郷保育園、本郷小学校、百道中学校、福岡第一高等高校、東海大学を卒業。
小学校4年生からバスケットボールを始める。
福岡第一高等学校在籍時は、1年次からシックスマンとして活躍し、島根インターハイでは優勝に貢献。2年次からは主力として抜擢され、ウィンターカップで優勝。3年次はチームタイトルは獲れなかったものの、福岡少年国体に選出され優勝を果たす。
大学は東海大学に進学。
1年次と2年次に新人戦優勝に貢献し、3年次は関東トーナメントで準優勝を果たす。
また、大学2年次に日本国籍を取得するとともに改名。
日本国籍取得を機に平成22年度バスケットボール男子育成強化キャンプ参加メンバーに選出され、その後、日本代表U-22として李相佰杯に出場。その他では、関実オールスターや日本男子学生選抜トーナメントの学生選抜として選出され主力として優勝に貢献している。
大学卒業後は、JBL・三菱電機ダイヤモンドドルフィンズに入団。所属1年目はユニバーシアード男子日本代表候補に選出される。2013-2014シーズン終了後、熊本ヴォルターズに移籍した。2014-2015年シーズンではNBL ALL-STAR GAMEに選手として選出され本戦に出場した。
2016年オフ、Bリーグ開幕を控えた段階で新潟アルビレックスBBへ移籍し、2シーズンプレー。さらに、2018-19シーズンには、B1昇格を果たした地元クラブであるライジングゼファーフクオカに移籍しプレーしたが、1季で退団。その後オファーを得られなかった状況が続く中、2019-20シーズンは東京サンレーヴスに移籍。サンレーヴスではシーズンBEST5に選出される。
その後、茨城ロボッツへ移籍。2020-21シーズンではディフェンスを武器にB1昇格に貢献し、2021-22シーズンも契約継続。B1復帰となったシーズンもディフェンダー的起用に応えていくが、シーズン最終戦の開始直前に、自身が連載を続けていたnote「私という男」を更新し、引退を表明[引用1]。ファンやチームメイトに対しても秘密を貫き、試合後に行われたシーズン最終戦セレモニーの中で、改めて引退を明かした。
引退後は所属していた茨城ロボッツのユースチームU15男子HCに就任。
2025年6月14日、熊本ヴォルターズのアシスタントコーチに就任。

## 受賞歴
- 2004年　島根インターハイ優勝
- 2005年　ウィンターカップ優勝
- 2006年　少年国体優勝
- 2007年　新人戦優勝
- 2008年　新人戦2連覇
- 2008年　関東リーグ準優勝
- 2009年　関東トーナメント準優勝

個人実績
- 2005年　福岡国体選出
- 2006年　福岡国体選出
- 2009年　実学オールスター学生選抜選出
- 2010年　関東学生選抜選出
- 2010年　U-22日本代表
- 2011年　ユニバーシアード男子日本代表候補
- 2015年　NBL オールスター選手として本戦に出場